# Базной
Базной — хутор в Чернышковском районе Волгоградской области. Входит в состав Басакинского сельского поселения. Население 109 человек (2010).

## География
Населённый пункт расположен на Донской равнине на юго-западе области, в 9 км северо-западнее посёлка Басакин. В хуторе находится пруд.
Площадь — 7 га.
ISBN 5-93567-013-5
Уличная сеть состоит из четырёх географических объектов: Солнечный переулок, ул. Прудная, ул. Трудовая и ул. Цветочная.
Географическое положение
Расстояние до
- центра сельсовета хутор: Басакин — 9 км.
- районного центра: хутор Чернышковский — 25 км.
- областного центра: город Волгоград — 182 км.

Ближайшие населённые пункты
Гладков (расстояние — 4 км), Раздольный (6 км), Бирюков (7 км), Комсомольский (7 км), Верхнегнутов (7 км), Филатов (9 км), Сизов (10 км).

## Население
| 2010 |
| ---- |
| 109  |

Гендерный состав
По данным Всероссийской переписи населения 2010 года в гендерной структуре населения из 109 человек мужчин 49, женщин — 60 (45,0 % и 55,0 % соответственно).
Национальный состав
Согласно результатам переписи 2002 года, в национальной структуре населения
русские составляли 80 % из общей численности населения в 155 человек

## Инфраструктура
Действовала начальная школа (в 2013 МОУ Базновская НОШ ликвидирована).

## Транспорт
Просёлочные дороги.